# Roman Sergejewitsch Sobnin
Roman Sergejewitsch Sobnin (russisch Роман Сергеевич Зобнин; * 11. Februar 1994 in Irkutsk) ist ein russischer Fußballspieler. 

## Karriere

### Verein
Der Mittelfeldspieler spielte von 2011 bis 2012 für Akademija Togliatti in der drittklassigen 2. Division. 2013 wurde er vom FK Dynamo Moskau aus der russischen Premjer-Liga unter Vertrag genommen. 2016 wechselte er zu Spartak Moskau.

### Nationalmannschaft
Sobnin gab sein Debüt für die russische Nationalmannschaft am 31. März 2015 im Freundschaftsspiel gegen Kasachstan, das 0:0 endete. Zur Fußball-Europameisterschaft 2021 wurde er in den Kader Russlands berufen, kam aber mit diesem nicht über die Gruppenphase hinaus.

## Erfolge
- Russischer Meister: 2017